# A25高速公路 (葡萄牙)
A25高速公路（葡萄牙語：A25），又稱濱海貝拉暨上貝拉高速公路或濱海貝拉暨內貝拉高速公路（Auto-Estrada das Beiras Litoral e Alta/Autoestrada das Beiras Litoral e Interior），是一條橫貫葡萄牙中北部的高速公路，西起阿威羅，經維塞烏、瓜達，至位於邊境的佛莫索市並連接西班牙的A-62高速公路，全長199公里。
全線四線行車，設有三十四處交流道和七個服務站。1991年至2021年分段通車。